# Luisa Ranieri
Pour les articles homonymes, voir Ranieri.
Luisa Ranieri, née le 16 décembre 1973 à Naples, est une actrice italienne.

## Biographie
En 2014, elle est la maîtresse de cérémonie du 71e Festival de Venise.
Depuis 2005, elle est la compagne de l'acteur Luca Zingaretti ; ils ont deux filles, Emma, née en 2011 et Bianca née en 2015.

## Filmographie
- 2001 : Il principe e il pirata : Luisa
- 2003 : Maria Goretti (TV) : Assunta Goretti
- 2003 : Il fuggiasco : Maria
- 2004 : Eros - segment Le Périlleux enchaînement des choses de Michelangelo Antonioni  : La fille / Linda
- 2004 : La omicidi (feuilleton TV) : Simona Colli
- 2005 : Cefalonia (TV) : Feria
- 2005 : Rockpolitik (série TV) : plusieurs rôles
- 2005 : Callas et Onassis (Callas e Onassis) (TV) : Maria Callas
- 2009 : Gli amici del bar Margherita de Pupi Avati
- 2010 : Le Marquis : Olga
- 2010 : Lettres à Juliette : Isabella, une des secrétaires de Juliette
- 2011 : Bienvenue à bord d'Éric Lavaine : Margarita Cavallieri
- 2012 : Immaturi - Il viaggio : Marta
- 2012 : Colpi di fulmine de Neri Parenti
- 2014 : Allacciate le cinture de Ferzan Özpetek
- 2016 : Luisa Spagnoli: mini-série de Rai 1 diffusée 1 et 2 février 2016, réalisée par Lodovico Gasparini (it) avec Luisa Ranieri dans le rôle de Luisa Spagnoli.
- 2017 : The Music of silence (La musica del silenzio) de Michael Radford : Edi
- 2017 : Veleno (it) de Diego Olivares
- 2017 : Napoli velata de Ferzan Özpetek : Catena
- 2019 : Vita segreta di Maria Capasso (it) de Salvatore Piscicelli : Maria Capasso
- 2021 : La Main de Dieu (È stata la mano di Dio) de Paolo Sorrentino
- 2021 : Sept Femmes (Sette donne e un mistero) d'Alessandro Genovesi
- 2022 : Nuovo Olimpo de Ferzan Özpetek : Titti
- 2024 : Modi de Johnny Depp : Rosalie Tobia
- 2024 : Parthenope de Paolo Sorrentino : Greta Cool